# Diocesi di Vageata
La diocesi di Vageata (in latino: Dioecesis Vageatensis) è una sede soppressa e sede titolare della Chiesa cattolica.

## Storia
Vageata, nell'odierna Algeria, è un'antica sede episcopale della provincia romana di Numidia.
Unico vescovo noto di questa diocesi è il donatista Donato, che prese parte alla conferenza di Cartagine del 411, che vide riuniti assieme i vescovi cattolici e donatisti dell'Africa romana.
Dal 1933 Vageata è annoverata tra le sedi vescovili titolari della Chiesa cattolica; dal 21 dicembre 2013 il vescovo titolare è Wiesław Szlachetka, vescovo ausiliare di Danzica.

## Cronotassi

### Vescovi
- Donato † (menzionato nel 411) (vescovo donatista)

### Vescovi titolari
- Richard Oliver Gerow † (2 dicembre 1967 - 5 gennaio 1971 dimesso)
- Franz Xaver Schwarzenböck † (3 gennaio 1972 - 10 ottobre 2010 deceduto)
- Wiesław Szlachetka, dal 21 dicembre 2013